# 仁賀保町
仁賀保町（にかほまち）は、かつて秋田県由利郡に属していた町。同県南部に位置し、日本海に面していた。
2005年（平成17年）10月1日、同郡の金浦町・象潟町と合併してにかほ市が発足した。

## 地理
- 山: 鳥海山
- 河川: 白雪川

### 隣接していた自治体
- 秋田県
  - 由利本荘市
  - 由利郡：象潟町、金浦町
- 山形県
  - 飽海郡：遊佐町

## 歴史
- 平安時代 - 出羽国飽海郡雄波郷(おなみ)として成立。
- 1889年（明治22年）4月1日 - 町村制施行に伴い由利郡に以下の3村が成立。
  - 平沢村 ← 平沢村, 両前寺村, 芹田村, 三森村
  - 院内村 ← 院内村, 小国村, 馬場村, 田抓村, 冬師村, 釜ケ台村
  - 小出村 ← 中三地村, 樋目野村, 伊勢居地村, 寺田村, 畑村, 水沢村
- 1902年（明治35年）6月4日 - 平沢村が町制施行して平沢町となる。
- 1955年（昭和30年）3月31日 - 平沢町、院内村、小出村が合併し仁賀保町が発足。
- 2005年（平成17年）10月1日 - 金浦町、象潟町と合併しにかほ市が発足。仁賀保町は廃止。

## 産業
TDKの企業城下町として知られ、仁賀保町とその周辺にはTDKの工場・関連会社が多数あった。TDK社長・会長を務めた山崎貞一は仁賀保町名誉町民・秋田県名誉県民に選出されている。
また、町内には1922年から開発された院内油田があり、1930年代には日本でも有数の産出量を誇ったが、資源の枯渇により1995年に閉山している。

### 漁業
- 平沢漁港

### 工業
- TDK

### 鉱業
- 院内油田

## 教育

### 小学校
- 仁賀保町立平沢小学校
- 仁賀保町立院内小学校
- 仁賀保町立小出小学校
- 仁賀保町立釜ヶ台小学校

### 中学校
- 仁賀保町立仁賀保中学校
- 仁賀保町立釜ヶ台中学校

## 交通

### 鉄道
- 東日本旅客鉄道
  - 羽越本線 - 仁賀保駅

### 道路
- 一般国道
  - 国道7号
- 主要地方道
  - 秋田県道32号仁賀保矢島館合線
- 一般県道
  - 秋田県道166号仁賀保停車場線
  - 秋田県道285号冬師西目線
  - 秋田県道289号上郷仁賀保線
  - 秋田県道290号小出金浦線
  - 秋田県道296号院内孫七山線
  - 秋田県道312号長岡冬師城内線

## 名所・旧跡・観光
- 平沢海水浴場
- TDK歴史館
- フェライト子ども科学館

## スポーツチーム
- TDK硬式野球部 - TDKが保有する社会人野球の企業チーム。

## 著名出身者
- 池田林儀 (ジャーナリスト)